# 1997 في البرتغال
فيما يلي قوائم الأحداث التي وقعت خلال عام 1997 في البرتغال.

## سياسة

### تعيين في المنصب
- 25 نوفمبر – أنطونيو كوستا Minister of Parliamentary Affairs ‏.

## رياضة
- 1 يناير – بطولة إستوريل المفتوحة 1997 - زوجي الرجال
- 1 يناير – بطولة إستوريل المفتوحة 1997 - فردي الرجال

## مواليد

### يناير
- 4 يناير – بيرناردو دياز لاعب كرة قدم برتغالي.
- 24 يناير – يوري ريبيرو لاعب كرة قدم برتغالي.
- 28 يناير – فابيو فونسيكا

### فبراير
- 1 فبراير – بيدرو ايمبيس لاعب كرة قدم برتغالي.
- 13 فبراير – بيدرو خوسيه موريرا سيلفا لاعب كرة قدم برتغالي.

### مارس
- 9 مارس – جواو كارفاليو لاعب كرة قدم برتغالي.
- 13 مارس – روبن نيفيز لاعب كرة قدم برتغالي.
- 14 مارس – فرناندو فيريرا فونسيكا لاعب كرة قدم برتغالي.
- 16 مارس – شاندي سيلفا لاعب كرة قدم برتغالي.
- 26 مارس – فرنسيسكو ريس فيريرا لاعب كرة قدم برتغالي.

### أبريل
- 5 أبريل – روجيريو سيلفا لاعب كرة قدم برتغالي.
- 6 أبريل – أندريه تيليس لاعب كرة قدم برتغالي.
- 7 أبريل – بيدرو ديلغادو لاعب كرة قدم برتغالي.
- 19 أبريل – برونوا كوستا لاعب كرة قدم برتغالي.
- 21 أبريل – هنريكي بريتو
- 24 أبريل – فرانسيسكو أفونسو لاعب كرة قدم برتغالي.

### مايو
- 9 مايو – ريكاردو ألميدا ريبيرو لاعب كرة قدم برتغالي.
- 14 مايو – روبن دياس لاعب كرة قدم برتغالي.
- 20 مايو – بيدرو رودريغوس لاعب كرة قدم برتغالي.
- 31 مايو – إينيس مورتا لاعبة كرة مضرب برتغالية.

### يونيو
- 16 يونيو – أوسكار باروس لاعب كرة قدم برتغالي.

### يوليو
- 6 يوليو – لويس ماتا ماتا لاعب كرة قدم برتغالي.

### أغسطس
- 18 أغسطس – ريناتو سانشيز لاعب كرة قدم برتغالي.
- 25 أغسطس – بيدرو امارال لاعب كرة قدم برتغالي.

### سبتمبر
- 4 سبتمبر – روي غوميز لاعب كرة قدم برتغالي.
- 9 سبتمبر – أيرتون ريبيرو لاعب كرة قدم برتغالي.
- 28 سبتمبر – خايمي بينتو لاعب كرة قدم برتغالي.

### أكتوبر
- 10 أكتوبر – أندريه ميسكيتا لاعب كرة قدم برتغالي.

### نوفمبر
- 2 نوفمبر – راؤول ألميدا لاعب كرة قدم برتغالي.
- 8 نوفمبر – إيدو بينيهرو لاعب كرة قدم برتغالي.

### ديسمبر
- 2 ديسمبر – تشاداس ألميدا لاعب كرة قدم برتغالي.